# تيموثي إتش. أوزموند
تيموثي إتش. أوزموند هو سياسي أمريكي، ولد في 12 يناير 1949، وتوفي في 17 ديسمبر 2002. نشط حزبياً في الحزب الجمهوري. وقد انتخب عضو مجلس نواب إلينوي ‏.